# Zacht veenmos
Zacht veenmos (Sphagnum tenellum) is een soort uit het geslacht veenmos (Sphagnum).

## Ecologie
Zacht veenmos komt voor in natte, open, oligotrofe tot meso-oligotrofe standplaatsen.

## Verspreiding
Het verspreidingsgebied van zacht veenmos strekt zich uit over Europa, Noord-Amerika, Azië en het noordelijke deel van Zuid-Amerika. In Nederland is de soort vrij zeer zeldzaam en komt uitsluitend voor op de hogere zandgronden.